# 青野平義
青野 平義（あおの ひらよし、1912年8月2日 - 1974年12月8日）は、日本の俳優。本名は青野 元太郎。旧芸名に里村 元春、青野 太郎。

## 来歴・人物
1912年（大正元年）8月2日、東京府東京市麻布区六本木（現在の東京都港区六本木）に生まれる。生家は老舗和菓子屋「青野総本舗」で、店の人気商品「鶯もち」も「楽屋でも汚さず食べられる菓子を」と青野が提案したことで作られた。
慶応義塾商工部を中退後の1931年（昭和6年）、劇団自由舞台に入団し『どん底』で初舞台。その後、家業を継ぐが舞台への情熱が忘れられず、1938年（昭和13年）に文学座演劇研究所に第1期生として入所する。卒業後は里村元春の芸名で『若きハイデルベルヒ』『大寺学校』などに出演し、文学座の中堅俳優として活躍した。1963年（昭和38年）12月、喜びの琴事件を契機に三島由紀夫、矢代静一、賀原夏子、南美江、中村伸郎らとともに文学座を脱退、翌1964年（昭和39年）1月に劇団NLTを結成して社長に就任する。自宅は青野の没後までNLTの事務所として使われ、夫人の没後は青野平義記念館として賀原が受け継いだ。
1974年（昭和49年）12月8日、肝硬変のため東京都新宿区の社会保険中央総合病院で死去。62歳没。

## 出演作品

### 映画
- 生きる（1952年、東宝） - 新聞記者
- 刺青殺人事件（1953年、新東宝） - 野村常太郎
- 戦艦大和（1953年、新東宝） - 聯合艦隊参謀5
- 太平洋の鷲（1953年、東宝） - 村崎[6]
- にごりえ（1953年、文学座）
- 血は渇いてる（1960年、松竹） - 「昭和生命」村井部長
- 愛と炎と（1961年、東宝） - 前田
- 充たされた生活（1962年、にんじんくらぶ） - 奥田理事
- けものみち（1965年、東宝） - 沢杉病院長
- ひき逃げ（1966年、東宝）
- 宴（1967年、松竹） - 近藤内相
- 8.15シリーズ（東宝）
  - 日本のいちばん長い日（1967年） - 藤田尚徳侍従長
  - 激動の昭和史 沖縄決戦（1971年） - 渡辺中将[6]
- 乱れ雲（1967年、東宝）
- 東シナ海（1968年、日活） - 玉城尚運
- トラ・トラ・トラ!（1970年、20世紀FOX） - 鮫島具重侍従武官 ※米公開版では出演シーンカット

### テレビドラマ
- 東芝日曜劇場（KR→TBS）
  - 第41回「硫黄島」（1957年）
  - 第66回「吉葉山物語」（1958年）
  - 第103回「マンモスタワー」（1958年） - 巨匠映画監督
  - 第502回「ふたりぼっち」（1966年）
- 雑草の歌（NTV→KR）
  - 第19回「おかあちゃん」（1958年）
  - 第76回「わかれ道」（1959年）
  - 第130回「赤と緑」（1960年）
- お好み日曜座（NHK）
  - 大川仇討（1959年）
  - 春鶯夢（1959年）
  - 最後の橋（1959年）
- ここに人あり（NHK）
  - 第93回「月の宿」（1959年）
  - 第100回「愛のテープレコーダー」（1959年）
- 三菱ダイヤモンド劇場 / 直木賞シリーズ・執行猶予（1959年、CX）
- これが真実だ 第10回「小栗埋蔵金物語」（1960年、CX） - 小栗上野介
- 慎太郎ミステリー・暗闇の声（KR）
  - 吹雪（1960年）
  - 蜜のあわれ（1960年）
- NECサンデー劇場 / 愛妻物語（1960年、NET）
- テレビ劇場 / ワシントンの日本人（1960年、NHK） - 伊勢屋喜兵衛
- 指名手配 第44回「養母殺し」（1960年、NET）
- 侍 第26回「孤剣」（1961年、CX）
- 夫婦百景 第169回「ところてん夫婦」（1961年、NTV）
- あすをつげる鐘 / 一休さん（1961年 - 1962年、NHK）
- 文芸劇場 第29回「少年期」（1962年、NHK）
- 風の視線（1962年、NET）
- 七人の刑事 第80話「長距離電話」（1963年、TBS）
- こども劇場「あるぷす大将」（1963年、NHK）
- 大河ドラマ（NHK）
  - 赤穂浪士（1964年） - 須藤与一右衛門
  - 竜馬がゆく（1968年） - 千葉定吉
  - 樅ノ木は残った（1970年）
- 風雪（NHK）
  - 陸蒸気異聞（1964年） - 新海
  - 平民宰相 原敬（1965年） - 山本達雄
- 風来物語（1964年 - 1965年、NET） - 大島子爵
- 髙島屋バラ劇場 / 結婚の設計（1964年、TBS） - 藤堂謙吉
- 隠密剣士 第七部 忍法根来衆（1964年、TBS） - 織部飛騨守
- ウルトラQ 第11話「バルンガ」（1966年、TBS / 円谷プロ） - 奈良丸明彦
- 木下恵介アワー（TBS）
  - 記念樹 第24話「秋の墓」（1966年） - 田口菊二
  - あしたからの恋（1970年） - 山本
- シオノギテレビ劇場 / 沓掛時次郎（1967年、CX）
- 白い巨塔（1967年、NET）
- 特別機動捜査隊 第320話「女の坂道」（1968年、NET） - 安永
- コメットさん 第38話「春のクリスマス」（1968年） - 八島画伯
- 喧嘩太郎 第18話「アンデスの娘たち」（1969年、MBS）
- 怪奇ロマン劇場 第14回「白鷺」（1969年、NET）
- プレイガール 第50話「美少年仁義」（1970年、12CH）
- ただいま同居中（1970年、TBS / 大映テレビ） - 医者
- 火曜日の女シリーズ  逃亡者－この街のどこかで－（1970年、大映テレビ室・日本テレビ） - 唐沢の父親　※第1回は青野平善でクレジット
- 鬼平犯科帳 第1シリーズ（NET / 東宝)
  - 第35話「情炎」（1970年）‐ 藤木左右助
  - 第57話「お菊と幸助」（1970年） - 吉兵衛
- 鬼平犯科帳 第2シリーズ 第2話「猫じゃらしの女」（1971年、NET / 東宝） - 甚右衛門
- 天皇の世紀 第4話「地熱」・第5話「大獄」（1971年、ABC / 国際放映） - 九条尚忠
- 仮面ライダー 第49話「人喰い怪人イソギンチャック」（1972年、MBS / 東映） - 中山健造
- 飛び出せ!青春 第17話「老人パワー大爆発!」（1972年、NTV / 東宝）
- ミラーマン 第26話「ミラーマン・絶体絶命!」（1972年、CX / 円谷プロ） - 医師
- 人造人間キカイダー 第25話「ダイダイカタツムリ殺しの口笛」（1972年、NET） - ダーク対策委員会委員長（アンドロイドマン）
- 赤ひげ 第32話「退院」（1973年、NHK）
- 旅人異三郎 第14話「八木節に娘心が踊った」（1973年、12CH / 三船プロ） - 直造
- 大江戸捜査網 第18話「捨て子騒動始末記」（1974年、12CH / 三船プロ）- お花の父 ※遺作